# Премія британського незалежного кіно (2016)
18-та щорічна церемонія вручення «Премії британського незалежного кіно» за досягнення в британському незалежному кінематографі за 2016 рік відбулась 4 грудня 2016 року. Номінанти були оголошені 1 листопада 2016 року. Акторка Дженніфер Сондерс була обрана ведучою. Найкращим британським незалежним фільмом було визнано стрічку «Американська любка» Андреа Арнольд.

## Список номінантів
| Категорія                                           | Номінанти                                                                           |                                                                  |
| --------------------------------------------------- | ----------------------------------------------------------------------------------- | ---------------------------------------------------------------- |
| Найкращий британський незалежний фільм              | • Американська любка / American Honey                                               | • Американська любка / American Honey                            |
| Найкращий британський незалежний фільм              | • Записки про сліпоту / Notes on Blindness                                          |                                                                  |
| Найкращий британський незалежний фільм              | • Пара в норі / Couple in a Hole                                                    |                                                                  |
| Найкращий британський незалежний фільм              | • У тіні / Under the Shadow                                                         |                                                                  |
| Найкращий британський незалежний фільм              | • Я, Деніел Блейк / I, Daniel Blake                                                 |                                                                  |
| Найкращий режисер                                   | • Андреа Арнольд — «Американська любка»                                             | • Андреа Арнольд — «Американська любка»                          |
| Найкращий режисер                                   | • Бабак Анварі — «У тіні»                                                           |                                                                  |
| Найкращий режисер                                   | • Бен Вітлі — «Перестрілка»                                                         |                                                                  |
| Найкращий режисер                                   | • Кен Лоуч — «Я, Деніел Блейк»                                                      |                                                                  |
| Найкращий режисер                                   | • Пітер Міддлтон, Джеймс Спінні — «Записки про сліпоту»                             |                                                                  |
| Найкращий актор                                     | • Дейв Джонс — «Я, Деніел Блейк» (за роль Деніела Блейка)                           | • Дейв Джонс — «Я, Деніел Блейк» (за роль Деніела Блейка)        |
| Найкращий актор                                     | • Стів Брендон — «Моє дике серце» (за роль Люка)                                    |                                                                  |
| Найкращий актор                                     | • Шая Лабаф — «Американська любка» (за роль Джейка)                                 |                                                                  |
| Найкращий актор                                     | • Макс Рекордс — «Я — не серійний вбивця» (за роль Джона Вейна Клівера)             |                                                                  |
| Найкращий актор                                     | • Майкл Фассбендер — «Провини наші» (за роль Чада)                                  |                                                                  |
| Найкраща акторка                                    | • Саша Лейн — «Американська любка» (за роль Стар)                                   | • Саша Лейн — «Американська любка» (за роль Стар)                |
| Найкраща акторка                                    | • Джоді Віттакер — «Навички дорослого життя» (за роль Анни)                         |                                                                  |
| Найкраща акторка                                    | • Кейт Дікі — «Пара в норі» (за роль Карен)                                         |                                                                  |
| Найкраща акторка                                    | • Нарджес Рашіді — «У тіні» (за роль Шідех)                                         |                                                                  |
| Найкраща акторка                                    | • Гейлі Сквайрс — «Я, Деніел Блейк» (за роль Кеті Морган)                           |                                                                  |
| Найкращий актор другого плану                       | • Бретт Голдштайн — «Навички дорослого життя» (за роль Брендона)                    | • Бретт Голдштайн — «Навички дорослого життя» (за роль Брендона) |
| Найкращий актор другого плану                       | • Шон Гарріс — «Провини наші» (за роль Гордона Беннетта)                            |                                                                  |
| Найкращий актор другого плану                       | • Джеймі Дорнан — «Антропоїд» (за роль Яна Кубіша)                                  |                                                                  |
| Найкращий актор другого плану                       | • Арінзе Кене — «Пас» (за роль Кроулі)                                              |                                                                  |
| Найкращий актор другого плану                       | • Крістофер Ллойд — «Я — не серійний вбивця» (за роль Кроулі)                       |                                                                  |
| Найкраща акторка другого плану                      | • Авін Меншаді — «У тіні» (за роль Дорси)                                           | • Авін Меншаді — «У тіні» (за роль Дорси)                        |
| Найкраща акторка другого плану                      | • Джемма Артертон — «Нова ера Z» (за роль Гелен Джастіно)                           |                                                                  |
| Найкраща акторка другого плану                      | • Наомі Гарріс — «Такий самий зрадник, як і ми» (за роль Гейл Перкінс)              |                                                                  |
| Найкраща акторка другого плану                      | • Шена Свеш — «Моє дике серце» (за роль Ів)                                         |                                                                  |
| Найкраща акторка другого плану                      | • Террі Фето — «Сполучене королівство» (за роль Неледі Хама)                        |                                                                  |
| Найкращий сценарій                                  | • Бабак Анварі — «У тіні»                                                           | • Бабак Анварі — «У тіні»                                        |
| Найкращий сценарій                                  | • Андреа Арнольд — «Американська любка»                                             |                                                                  |
| Найкращий сценарій                                  | • Крістофер Гайд, Біллі О'Браєн — «Я — не серійний вбивця»                          |                                                                  |
| Найкращий сценарій                                  | • Пол Лаверті — «Я, Деніел Блейк»                                                   |                                                                  |
| Найкращий сценарій                                  | • Рейчел Таннерд — «Навички дорослого життя»                                        |                                                                  |
| Найбільш багатообіцяючий дебют                      | • Гейлі Сквайрс — «Я, Деніел Блейк» (за роль Кеті Морган)                           | • Гейлі Сквайрс — «Я, Деніел Блейк» (за роль Кеті Морган)        |
| Найбільш багатообіцяючий дебют                      | • Стів Брендон — «Моє дике серце» (за роль Люка)                                    |                                                                  |
| Найбільш багатообіцяючий дебют                      | • Дейв Джонс — «Я, Деніел Блейк» (за роль Деніела Блейка)                           |                                                                  |
| Найбільш багатообіцяючий дебют                      | • Сеннія Нануа — «Нова ера Z» (за роль Мелані)                                      |                                                                  |
| Найбільш багатообіцяючий дебют                      | • Летиція Райт — «Міський псалом» (за роль Джеймі Гаррісон)                         |                                                                  |
| Приз Дугласа Гікокса (найкращий режисерський дебют) | • Бабак Анварі — «У тіні»                                                           | • Бабак Анварі — «У тіні»                                        |
| Приз Дугласа Гікокса (найкращий режисерський дебют) | • Еліс Лоу — «Помста»                                                               |                                                                  |
| Приз Дугласа Гікокса (найкращий режисерський дебют) | • Пітер Мідлтон, Джеймс Спінні — «Записки про сліпоту»                              |                                                                  |
| Приз Дугласа Гікокса (найкращий режисерський дебют) | • Адам Сміт — «Провини наші»                                                        |                                                                  |
| Приз Дугласа Гікокса (найкращий режисерський дебют) | • Рейчел Таннерд — «Навички дорослого життя»                                        |                                                                  |
| Найкраще досягнення в кіновиробництві               | • Роббі Раян — «Американська любка» (операторська робота)                           | • Роббі Раян — «Американська любка» (операторська робота)        |
| Найкраще досягнення в кіновиробництві               | • Шахін Баїг — «Перестрілка» (кастинг)                                              |                                                                  |
| Найкраще досягнення в кіновиробництві               | • Себ Баркер — «Нова ера Z» (спецефекти)                                            |                                                                  |
| Найкраще досягнення в кіновиробництві               | • Мат Вайткросс, Пол Монаган — «Supersonic» (монтаж)                                |                                                                  |
| Найкраще досягнення в кіновиробництві               | • Йоакім Сандстром — «Записки про сліпоту» (звук)                                   |                                                                  |
| Найкращий документальний фільм                      | • Записки про сліпоту / Notes on Blindness                                          | • Записки про сліпоту / Notes on Blindness                       |
| Найкращий документальний фільм                      | • Hard Stop                                                                         |                                                                  |
| Найкращий документальний фільм                      | • Протистояння: Життя і фільми Кена Лоуча / Versus: The Life and Films of Ken Loach |                                                                  |
| Найкращий документальний фільм                      | • Танцівник / Dancer                                                                |                                                                  |
| Найкращий документальний фільм                      | • Сповідь: Проживаючи війну проти терору / The Confession: Living the War on Terror |                                                                  |
| Найкращий іноземний незалежний фільм                | • Місячне сяйво / Moonlight                                                         | • Місячне сяйво / Moonlight                                      |
| Найкращий іноземний незалежний фільм                | • Манчестер біля моря / Manchester by the Sea                                       |                                                                  |
| Найкращий іноземний незалежний фільм                | • Мустанг / Mustang                                                                 |                                                                  |
| Найкращий іноземний незалежний фільм                | • Полювання на дикунів / Hunt for the Wilderpeople                                  |                                                                  |
| Найкращий іноземний незалежний фільм                | • Тоні Ердманн / Toni Erdmann                                                       |                                                                  |
| Найкращий британський короткометражний фільм        | • Викрадення / Jacked                                                               | • Викрадення / Jacked                                            |
| Найкращий британський короткометражний фільм        | • Over                                                                              |                                                                  |
| Найкращий британський короткометражний фільм        | • Мати / Mother                                                                     |                                                                  |
| Найкращий британський короткометражний фільм        | • Неправильний кінець палки / The Wrong End of the Stick                            |                                                                  |
| Найкращий британський короткометражний фільм        | • Оціни мене / Rate Me                                                              |                                                                  |
| Відкриття                                           | • Сальний душитель / The Greasy Strangler                                           | • Сальний душитель / The Greasy Strangler                        |
| Відкриття                                           | • Гоцо / Gozo                                                                       |                                                                  |
| Відкриття                                           | • Гуль / The Ghoul                                                                  |                                                                  |
| Відкриття                                           | • Найтемніший всесвіт / The Darkest Universe                                        |                                                                  |
| Відкриття                                           | • Поети «Чорної гори» / Black Mountain Poets                                        |                                                                  |
| Найкращий прорив продюсера                          | • Каміль Гетін — «Нова ера Z»                                                       | • Каміль Гетін — «Нова ера Z»                                    |
| Найкращий прорив продюсера                          | • Майкл Берлінер — «Навички дорослого життя»                                        |                                                                  |
| Найкращий прорив продюсера                          | • Майк Бретт, Джо Джо Елісон, Стів Джеймісон — «Записки про сліпоту»                |                                                                  |
| Найкращий прорив продюсера                          | • Дайонн Вокер — «Hard Stop»                                                        |                                                                  |
| Найкращий прорив продюсера                          | • Пол Феган — «Де ти повинен бути»                                                  |                                                                  |
| Найкращий сценарний дебют                           | • Рейчел Таннерд — «Навички дорослого життя»                                        | • Рейчел Таннерд — «Навички дорослого життя»                     |
| Найкращий сценарний дебют                           | • Джуліан Берретт, Саймон Фарнебі — «Майндгорн»                                     |                                                                  |
| Найкращий сценарний дебют                           | • Джон Кейрнс, Майкл Мак-Картні — «Туманні відносини»                               |                                                                  |
| Найкращий сценарний дебют                           | • Гоуп Діксон Ліч — «Повінь»                                                        |                                                                  |
| Найкращий сценарний дебют                           | • Ед Телфан — «Проходження»                                                         |                                                                  |
| Нагорода імені Річарда Гарріса                      | • Елісон Стедман                                                                    | • Елісон Стедман                                                 |
| Нагорода від Variety                                | • Наомі Гарріс                                                                      | • Наомі Гарріс                                                   |